# Profondo rosso
Profondo rosso (bra: Prelúdio para Matar; prt: O Mistério da Casa Assombrada) é um filme italiano de 1975, dos gêneros terror e suspense, dirigido por Dario Argento, com roteiro dele e Bernardino Zapponi, com trilha sonora da banda Goblin, que estreia aqui uma prolífica parceria com o diretor.
Estrelado por Macha Méril, David Hemmings e Daria Nicolodi, é o primeiro filme de Argento depois da Trilogia dos Animais — L'uccello dalle piume di cristallo (1970), Il gatto a nove code (1971) e Quattro mosche di velluto grigio (1971).

## Sinopse
O pianista Marcus Daly testemunha o assassinato da paranormal Helga Ulmman e decide investigar.

## Elenco
- David Hemmings
- Daria Nicolodi
- Gabriele Lavia
- Macha Meril
- Eros Pagni
- Giuliana Calandra
- Nicoletta Elmi
- Glauco Mauri